# Ratusz w Dukli
Ratusz w Dukli – ratusz funkcjonujący w centralnej części rynku miasta od przełomu XVI/XVII wieku, w obecnym kształcie budynek w stylu eklektycznym z wieżą i podcieniem z drugiej połowy XIX wieku. Nie stanowi siedziby władz miejskich, od 2006 jest własnością prywatną Tarnowskich.

## Historia
Według tradycji ratusz powstał w XV w., natomiast struktura murów i układ przestrzenny piwnic odpowiadają rozwiązaniom znanym z przełomu XVI/XVII wieku. Pierwszy raz wzmiankowany w 1618, był wykorzystywany do składu wina. Piętro zostało dodane podczas przebudowy miasta przez Jerzego Augusta Mniszcha w latach 1764–1772. Nowy kształt eklektyczny z elementami neogotyku, z podcieniem od frontu i sześcioboczną wieżą od południowego wschodu, ratusz otrzymał w trzeciej ćwierci XIX w. prawdopodobnie z inicjatywy ówczesnych właścicieli, Męcińskich.
Po II wojnie światowej kilkakrotnie remontowany i modernizowany, ratusz mieścił m.in. bank, administrację Gminnej Spółdzielni „Samopomoc Chłopska”, galerię, koło wędkarskie i restaurację. Przez wiele lat był siedzibą Gminnego Ośrodka Kultury. 
Wiosną 2006 ratusz został przekazany przez gminę wraz z innymi nieruchomościami na własność prywatną synowi zmarłego wówczas nominalnego właściciela z 1939 Stanisława Tarnowskiego-Męcińskiego (1918–2006), Janowi Spytkowi Tarnowskiemu (ur. 1958) i jego rodzinie na skutek starań prawnych z ich strony. Umowa przewidywała dalsze funkcjonowanie Ośrodka Kultury w budynku. Od lutego 2009 ratusz był wykorzystywany do celów komercyjnych jako kawiarnia, kolektura Totolotka, sklep z antykami i odzieżą używaną. W 2012 był według właściciela Jana Tarnowskiego, w którego imieniu pełnomocnictwo sprawował Jerzy Kościołek, w trakcie długotrwałego remontu. W styczniu 2024 pozostawał nieużytkowany – z wyjątkiem parteru, gdzie nadal funkcjonował lokal handlowy.

## Architektura
Ratusz zachował relikty pierwotnego założenia: kamienne sklepienia kolebkowe z lunetami i kolebkowo-krzyżowe w piwnicach (znajdujących się pod wschodnią częścią) i na parterze budynku. Budynek o ścianach murowanych z cegły, piętrowy, zadaszony blachą płaską, opiera się na planie prostokąta. Głównym akcentem przysadzistej bryły jest trzyosiowa i trzykondygnacyjna elewacja frontowa, zakończona schodkowym, trójstopniowym szczytem, ujętym w sześcioboczne neogotyckie wieżyczki z krenelażem i piramidalnymi daszkami. Smukła trójpoziomowa wieża w południowo-wschodnim rogu stoi na boniowanym i rustykowanym cokole, ma ściany dekorowane płycinami z trójlistnym zakończeniem, a blanki – rozetkami. Elewacje boczne są pięcio- i sześcioosiowe, okna piętra profilowane i mają uszate obramienia z kluczem. Wnętrze trzytraktowe zachowało ogólny układ pierwotny z dodaniem ścianek działowych.

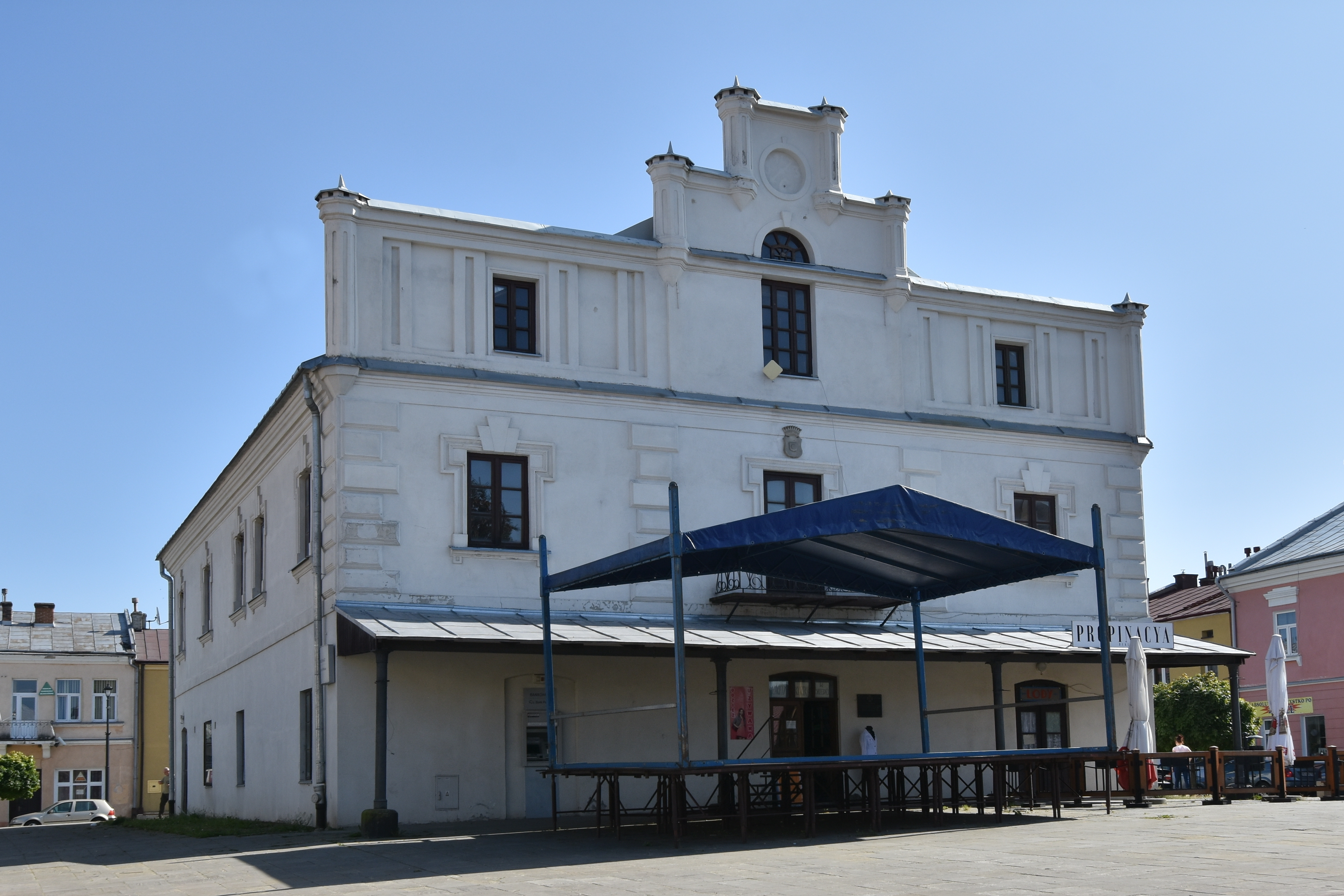
Elewacja frontowa
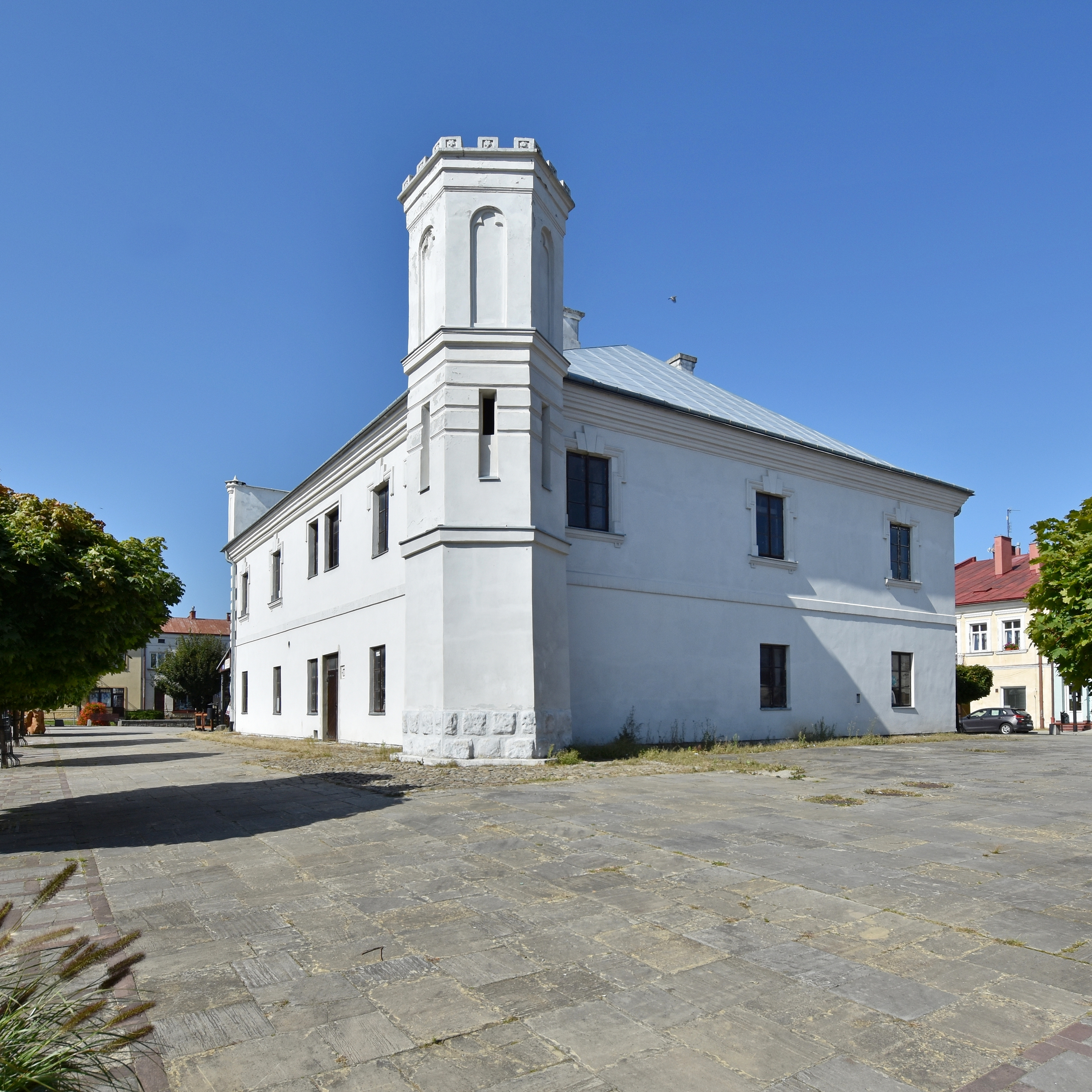
Elewacja wschodnia
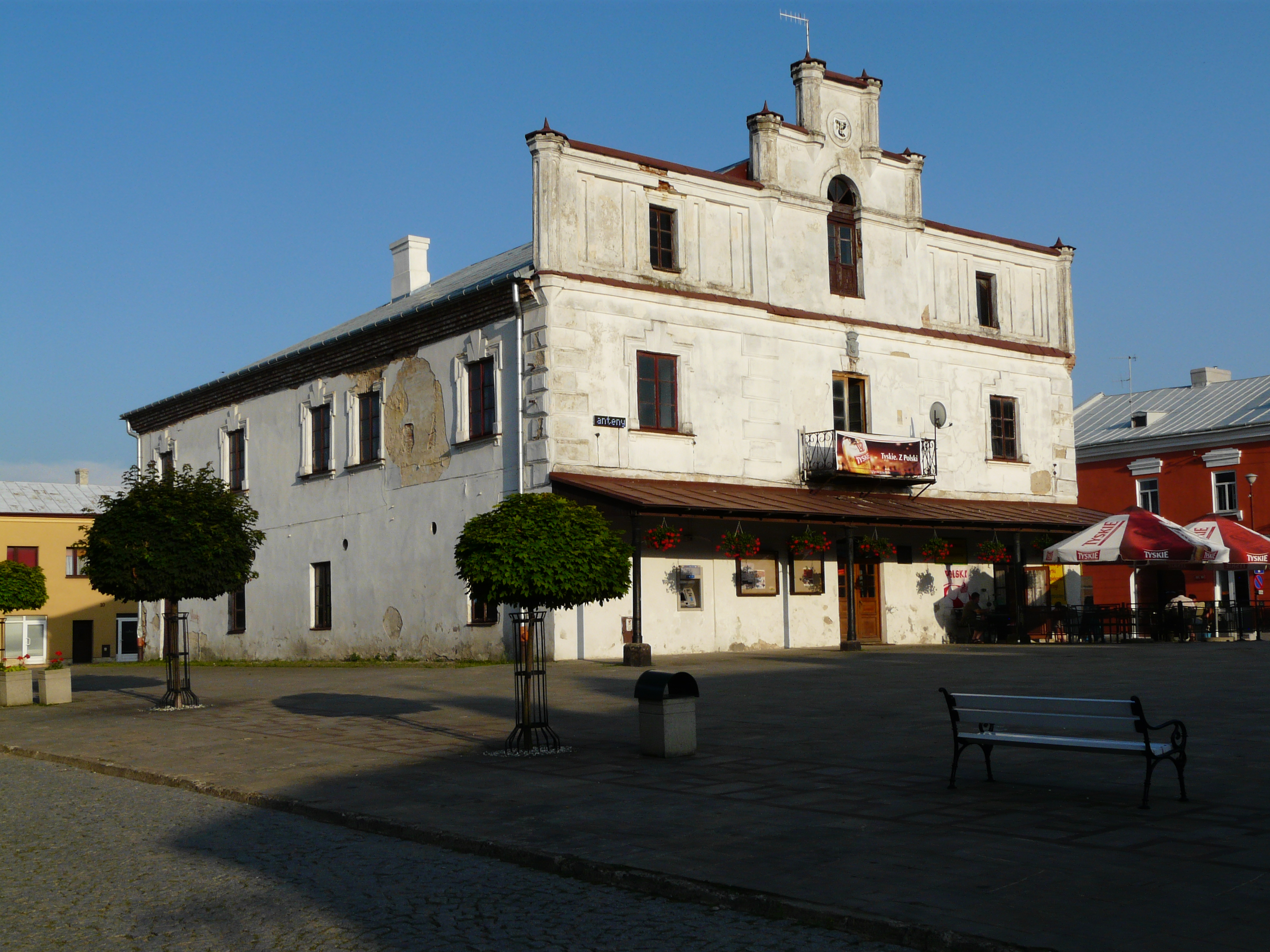
Elewacja północna